# DNA Solutions
DNA Solutions est le nom d'un groupe de sociétés d'analyse d'ADN fondé par le biotechnologiste Vern Muir en Australie en 1997. 
Vern Muir a conçu pour DNA Solutions le « kit maison » pour les tests de paternité en 1997. DNA Solutions possède des laboratoires, des bureaux administratifs et d'autres sièges dans plusieurs pays, comme l'Espagne ou le Royaume Uni, et des sites web en plusieurs langues.

## Histoire

### DNA Solutions en Australie
Après avoir obtenu son diplôme de l'université RMIT, Vern Muir a commencé à travailler dans le domaine de la génétique moléculaire développant une analyse qui permettait de sexer des oiseaux en utilisant l'ADN des cellules épithéliales attachés à leurs plumes.
Après avoir reçu de nombreuses demandes de renseignements sur la possibilité d’effectuer le test de paternité par ADN, Vern Muir décide de fonder DNA Solutions à Melbourne et d’offrir ces analyses directement aux personnes intéressées via un « kit maison » conçu par lui, qui est envoyé aux clients par courrier. Cette méthode a permis aux parties intéressées de collecter leurs propres échantillons d'ADN de manière fiable, puis de les envoyer au laboratoire DNA Solutions pour l’analyse. C'était la première fois qu'un système d'échantillonnage non présentiel était proposé pour les tests de paternité. Cela a également permis l'incorporation du concept du test de paternité privé, hors d’une procédure juridique, où ce sont les parties intéressées qui demandent l'analyse pour une confirmation personnelle.
Bientôt, le nombre des tests ADN disponibles chez DNA Solutions a augmenté. En plus d'utiliser l'analyse de l'ADN pour les tests de paternité, des protocoles similaires par l'analyse de l'ADN autosomique ont été implantés pour l'étude de la maternité et d'autres liens de filiation, ainsi que pour la vérification de l'homozygotie chez les jumeaux. En plus, d'autres tests ADN (chromosome Y, chromosome X et de l’ADN mitochondrial), ont été aussi développés afin d’offrir plus d'alternatives pour la vérification des liens de parenté entre les individus.

### DNA Solutions en Espagne
En raison de la demande croissante de tests ADN privés, des sièges additionnelles ont été créés dans de différentes parties du monde afin d’améliorer le service client et la logistique en dehors de l'Australie.
Ainsi, en 2002, DNA Solutions S.L. a été établie en Espagne comme l’un des bureaux principaux de la société. Les clients de la péninsule Ibérique sont servis à partir de ce siège de la société, ainsi que d'autres pays européens, notamment des pays francophones de l’Europe et de l'Afrique du Nord.

### Expansion globale
Outre la filiale espagnole et un deuxième laboratoire en Chine, de nouveaux bureaux ont été ouverts dans d'autres pays comme le Royaume-Uni, les États-Unis ou l'Ukraine. D'autre part, un troisième laboratoire est également implanté au Panama, valorisant sa situation stratégique en Amérique centrale, afin de répondre à la demande de l'ensemble du continent américain.

## Services d'analyse d’ADN

### Chromosome Y
DNA Solutions propose des tests de parenté à travers l'analyse de l'ADN du chromosome Y. Ce test permet de confirmer si deux hommes ou plus partagent le même lignage paternel.

### Chromosome X
DNA Solutions propose un test de parenté par analyse de l'ADN du chromosome X. Ce test est principalement utilisé pour savoir si deux femmes ou plus ont le même père biologique.

### ADN Mitochondrial
L'analyse de l'ADN mitochondrial permet de confirmer les liens de parenté par la lignée maternelle. DNA Solutions analyse les régions hypervariables HV1 et HV2 de l'ADN mitochondrial.
Dès février 2020, DNA Solutions n'offre plus le test de l'ADN mitochondrial.

### ADN Autosomique
DNA Solutions utilise l'analyse d'ADN autosomique pour plusieurs types de tests : pour le test de paternité, le test de maternité, l'analyse d'homozygotie chez les jumeaux, des tests de parenté et pour l’obtention du profil génétique. DNA Solutions analyse entre 18 et 25 marqueurs de l'ADN autosomique dans ces tests.

## Types d’échantillons ADN
Le kit d'échantillonnage créé par DNA Solutions utilise le frottis oral comme méthode d'extraction de matériel biologique pour obtenir de l'ADN. Ce kit comprend des écouvillons ou des brosses de cytologie pour la réalisation du frottis buccal.
DNA Solutions accepte également des échantillons de frottis buccal prélevés avec des cotons-tiges. La société fournit des instructions spécifiques pour l'extraction d'échantillons d'ADN avec ces éléments.
De plus, DNA Solutions accepte d'autres échantillons biologiques pour l'analyse, tels que les cheveux, les rognures d'ongles ou le sang. La société facture des frais supplémentaires pour l'analyse de ces échantillons alternatifs et publie une liste complète des échantillons qui sont acceptés.

## Portrait ADN (DNA Art)
DNA Solutions offre aussi un test nommé « Portrait ADN ». Ce service consiste en analyser le profil génétique d’un individu pour le transférer ensuite à une image en couleur. Le système utilisé ne permet pas l’identification de la personne analysée à partir de cette image. L’image obtenue est similaire à celle produit à partir d’une électrophorèse.